# Kunming Pharmaceutical Corporation
KPC Pharmaceuticals (Kunming Pharmaceutical Corporation) — китайская фармацевтическая компания, специализируется на препаратах на основе экстрактов трав, а также средствах традиционной китайской медицины. Штаб-квартира расположена в Куньмине (провинция Юньнань).

## История
В марте 1951 года была открыта Куньминская фармацевтическая фабрика. В 1995 году на её основе было создано акционерное общество Kunming Pharmaceutical Corporation. В декабре 2000 года Kunming Pharmaceutical вышла на Шанхайскую фондовую биржу. В 2002 году крупнейшим акционером стала Holley Group, китайская промышленная группа, основанная в 1970 году. В апреле 2015 года Kunming Pharmaceutical Corporation была переименована в KPC Pharmaceuticals, Inc. В декабре 2022 года крупный пакет акций (28 %) приобрела фармацевтическая группа China Resources Pharmaceutical Group.

## Деятельность
Выручка компании за 2024 год составила 8,4 млрд юаней (1,2 млрд долларов), почти вся она пришлась на КНР.
Основные группы препаратов:
- Panax Notoginseng[англ.] — экстракт женьшеня ложного;
- Гастродин[англ.] — экстракт корневищ орхидей, средство от головокружения и головной боли;
- Артемизинин — противомалярийное средство
- Амоксициллин — антибиотик.